# 디 아스테로이즈 갤럭시 투어
디 아스테로이즈 갤럭시 투어(The Asteroids Galaxy Tour)는 덴마크의 팝 밴드이다. 보컬 메테 린베르(Mette Lindberg)와 프로듀서인 라르스 이베르손(Lars Iverson)이 주요 구성원이다.
공연을 가질 때에는 Miloud Carl Sabri(트럼펫), Sven Meinild(색소폰), Mads Brince Nielsen(기타), Rasmus Valldorf(드럼) 등 총 6개의 세션이 피처링을 해준다. 라르스 이베르손은 작곡과 프로듀스를 맡는다. 2007년 덴마크 코펜하겐에서 결성되었다. 2008년 9월 15일 직접 보유한 Smaill Giants 레이블을 통해 데뷔 싱글"The Sun Ain't Shining No more"를 발매했다. 2008년 9월 애플의 아이팟 터치 광고에 "Around the Bend"가 사용되면서 알려지게 되었고, 같은 해 2008년 12월에 싱글을 발매한다. 2009년 오스트레일리아에서 가장 큰 백화점 체인인 마이어에서 "The Golden Age"를 여름 행사 광고에 사용하였으며, 오스트레일리아의 방송사 SBS Television에서도 드라마 홍보 광고 음악으로 사용했다. 2011년 하이네켄 맥주 광고 "The Entrance" "The Golden Age"가 사용되었으며, 광고에서 공연을 선보인다. 그외에 여러 곡들이 다큐멘터리 영화 "The September Issue", 미국 TV드라마 《가십 걸》, 《척》 등에 사용되었다.
디 아스테로이즈 갤럭시 투어의 데뷔 앨범은 Fruit은 2009년 9월 21일 유럽, 10월 27일 미국에서 발매되었다.

## 전환기
데모를 녹음한 후 에이미 와인하우스의 코펜하겐 공연의 오프닝 공연이자 그들의 첫 공연을 가지게 되었다. 얼마 지나지 않아 2008년 12월 애플의 아이팟 터치 광고에 "Around Bend"가 사용되며 전세계에 방영이 되었다. 광고에서 사용된 "Around the Bend"를 통해 세계적인 주목과 판매를 이뤄내며 해외 공연도 갖게 된다. 2009년 케이트 페리의 유럽 여름 투어의 서포트밴드였다. 2011년 "The Golden Age"가 하이네켄 맥주 광고 "The Entrance"에 사용되었다.

## 음반

### 정규 음반
- 2009년 - Fruit
- 2013년 - Out Of Frequency
- 2014년 - Bring Us Together

### EP 음반
- The Sun Ain't Shining No More EP
- The Sun Ain't Shining No More (remixes) EP
- Around the Bend EP
- Live Session EP (iTunes exclusive)
- The Golden Age EP

### 싱글 음반
- 2009년 - The Sun Ain't Shining No More
- 2009년 - Around the Bend
- 2009년 - The Golden Age
- 2011년 - Major
- 2011년 - Heart Attack
- 2014년 - My Club

## 같이 보기
- 메테 린베르